# Kedungleper
Kedungleper is een bestuurslaag in het regentschap Jepara van de provincie Midden-Java, Indonesië. Kedungleper telt 4930 inwoners (volkstelling 2010).